# Singles 93-03
Pour les articles homonymes, voir Singles.
Singles 93-03 est un album du groupe de musique britannique The Chemical Brothers, sorti le 22 septembre 2003. Il s'agit d'une compilation de leurs meilleurs singles composés entre 1993 et 2003. Les morceaux Get Yourself High et The Golden Path sont deux morceaux inédits composés pour cette compilation. Une édition limitée incluant un deuxième CD de remixes, morceaux rares et titres live est également sortie conjointement à l'édition classique.

## Liste des pistes
| No  | Titre                        | Auteur                               | Durée |
| --- | ---------------------------- | ------------------------------------ | ----- |
| 1.  | Song To The Siren            | Tom Rowlands, Ed Simons              | 4:33  |
| 2.  | Chemical beats               | Tom Rowlands, Ed Simons              | 4:04  |
| 3.  | Leave Home                   | Baxter                               | 5:06  |
| 4.  | Setting Sun                  | Gallagher                            | 4:01  |
| 5.  | Block Rockin' Beats          | Weaver Jr.                           | 4:54  |
| 6.  | The Private Psychedelic Reel | Donahue                              | 9:08  |
| 7.  | Hey Boy Hey Girl             | Evens, Pettiford, Wigfall, Bloodrock | 4:51  |
| 8.  | Let Forever Be               | Gallagher                            | 3:42  |
| 9.  | Out Of Control               | Sumner                               | 7:20  |
| 10. | Star Guitar                  | Tom Rowlands, Ed Simons              | 6:10  |
| 11. | The Test                     | Niemen, Ashcroft                     | 6:54  |
| 12. | Get Yourself High            | Kevin 'K-OS' Brereton                | 5:50  |
| 13. | The Golden Path              | Drozd, Coyne                         | 4:48  |

| 1.  | Not Another Drugstore (Planet Nine Mix)                                | Garofalo, Warfield      | 6:53 |
| 2.  | The Duke                                                               | Tom Rowlands, Ed Simons | 5:39 |
| 3.  | If You Kling To Me I'll Klong To You                                   | Tom Rowlands, Ed Simons | 5:24 |
| 4.  | Otter Rock                                                             | Tom Rowlands, Ed Simons | 4:08 |
| 5.  | Morning Lemon                                                          | Tom Rowlands, Ed Simons | 4:37 |
| 6.  | Galaxy Bounce                                                          | Tom Rowlands, Ed Simons | 4:46 |
| 7.  | Loops Of Fury                                                          | Tom Rowlands, Ed Simons | 4:43 |
| 8.  | Deliko                                                                 | Burgess                 | 5:30 |
| 9.  | Elektrobank (Original Live Version From The Roxy: NYC - November 1996) | Tom Rowlands, Ed Simons | 7:51 |
| 10. | Under The Influence (Mix 2)                                            | Tom Rowlands, Ed Simons | 5:29 |
| 11. | Piku Playground (Live)                                                 | Tom Rowlands, Ed Simons | 4:56 |